# Julia Zemiro
Julia Zemiro, (née le 14 avril 1967 à Aix-en-Provence, France), franco-australienne, est une présentatrice de télévision australienne, animatrice radio, actrice et chanteuse.

## Biographie

### Jeunes années
La mère de Zemiro, Jane, était un professeur dans le Queensland. Son père, Claude, était serveur et cuisinier français. En 1970, alors qu'elle avait deux ans et demi, la famille de Zemiro déménage en Australie.

### Actrice
Zemiro est diplômée du Victorian College of the Arts en 1993 et trouve un emploi au sein de la Bell Shakespeare Company, une compagnie de théâtre de Melbourne, qui spécialise dans les œuvres de Shakespeare, ou elle fait des tournées. Elle est aussi présente dans les films courts, notamment The Extra de 1999 et Muffled Love de 2001, pour lesquels elle gagnait le titre de la meilleure actrice de Tropfest Film Festival en 1999 et 2001. Elle interprète le rôle de « Bronya », une hôtesse fictive d'origine bosnienne du Concours Eurovision de la chanson dans Eurovision, the Musical (2003), Euromax 7 The Musical (2004) and Eürobeat: Almost Eurovision (2006).

### Télévision
Pendant la période passée au sein de la Bell Shakespeare Company, Zemiro faisait régulièrement partie des débats sur l'émission Good News Week et aussi contribuait comme écrivain et humoriste à Totally Full Frontal pour deux saisons, où elle interpréterait plus de 30 personnages. Dans Totally Full Frontal, un des rôles les plus relevés par Zemiro était celui d'une hôtesse de l'air française, Sophie, rendue au bureau d'information de « French Air » en Australie après avoir versé du café sur la personne du président français.
Depuis 2005, elle est présentatrice de l'émission de télévision RocKwiz sur SBS, un spectacle de quiz musique enregistré habituellement à la Espy, à Melbourne.
Grâce à l'augmentation de sa popularité par Rockwiz, Zemiro a eu la chance de jouer plusieurs rôles sur la télévision australienne. Elle a un rôle dans l'épisode Animal Farm de CNNNN sur ABC. Entre 2006 et 2007, Zemiro était également juge et présentatrice de l'émission Great BBQ Challenge de la chaîne privée LifeStyle Food.
Entre mai et juin 2006, Zemiro a présenté l'émission Song for the Socceroos, un télé-crochet à la recherche d'une chanson pour supporter les Socceroos, la sélection australienne de football, durant la Coupe du monde de football de 2006,  la deuxième apparition de l'Australie au tournoi final depuis 32 ans. Le groupe Freedom of Thought a remporté le concours avec la chanson Green and Gold.
En 2007, Zemiro remportait le titre de Australia's Brainiest TV Star sur Canal 10, et elle était aussi participante dans It Takes Two sur Canal 7, avec le chanteur de rock australien Dave Gleeson ; étant le quatrième couple éliminé.
Elle apparait dans des publicités, dont une les plus reconnues était le rôle joué de Fifi La Croix, une spécialiste française satirique de la mode, pour une campagne de conscientisation pour le cancer au sein. En 2009 sur SBS, Zemiro apparait comme invitée dans la troisième épisode de la première saison de Top Gear Australia, et dans l'émission sur l'histoire ADbc. Elle fréquente aussi les émissions de comédie australienne Thank God You're Here et Talkin' 'Bout Your Generation.
En collaboration avec la personnalité de la radio 3RRR, Sam Pang, Zemiro est commentatrice pour la diffusion du Concours Eurovision de la chanson sur SBS en 2009 à Moscou, en 2010 à Oslo, en 2011 à Düsseldorf, en 2012 à Bakou, en 2013 à Malmö, en 2014 à Copenhague et en 2015 à Vienne.
En 2011, Zemiro présente la série documentaire diffusée sur SBS Sex: An Unnatural History, sur la sexualité en Australie pendant les dernières 50 années.
En 2012, Zemiro prend le rôle de Oriana De La Force dans Conspiracy 365, une série australienne de drame divisée en 12 épisodes.
En novembre 2012, Zemiro rejoint Stephen Fry sur le programme renommé et présenté par Fry, QI, après être apparue dans QI Live à Melbourne en décembre 2011.
Elle joue le rôle d'Isabelle, un agent de production française d'armements pendant la Grande Guerre, dans le film dramatique de télévision tourné en Australie en 2012 An Accidental Soldier, diffusé en 2013 sur ABC.
Son émission d'entretien, Julia Zemiro's Home Delivery, où elle a interviewé cinq humoristes australiens, a commencé sa diffusion sur ABC1 le 18 septembre 2013.
en 2021 et 2022, elle joue l'un des rôles principaux dans les deux saisons de la série télévisée de comédie australienne Fisk.